# Adolph Theodor Kupffer

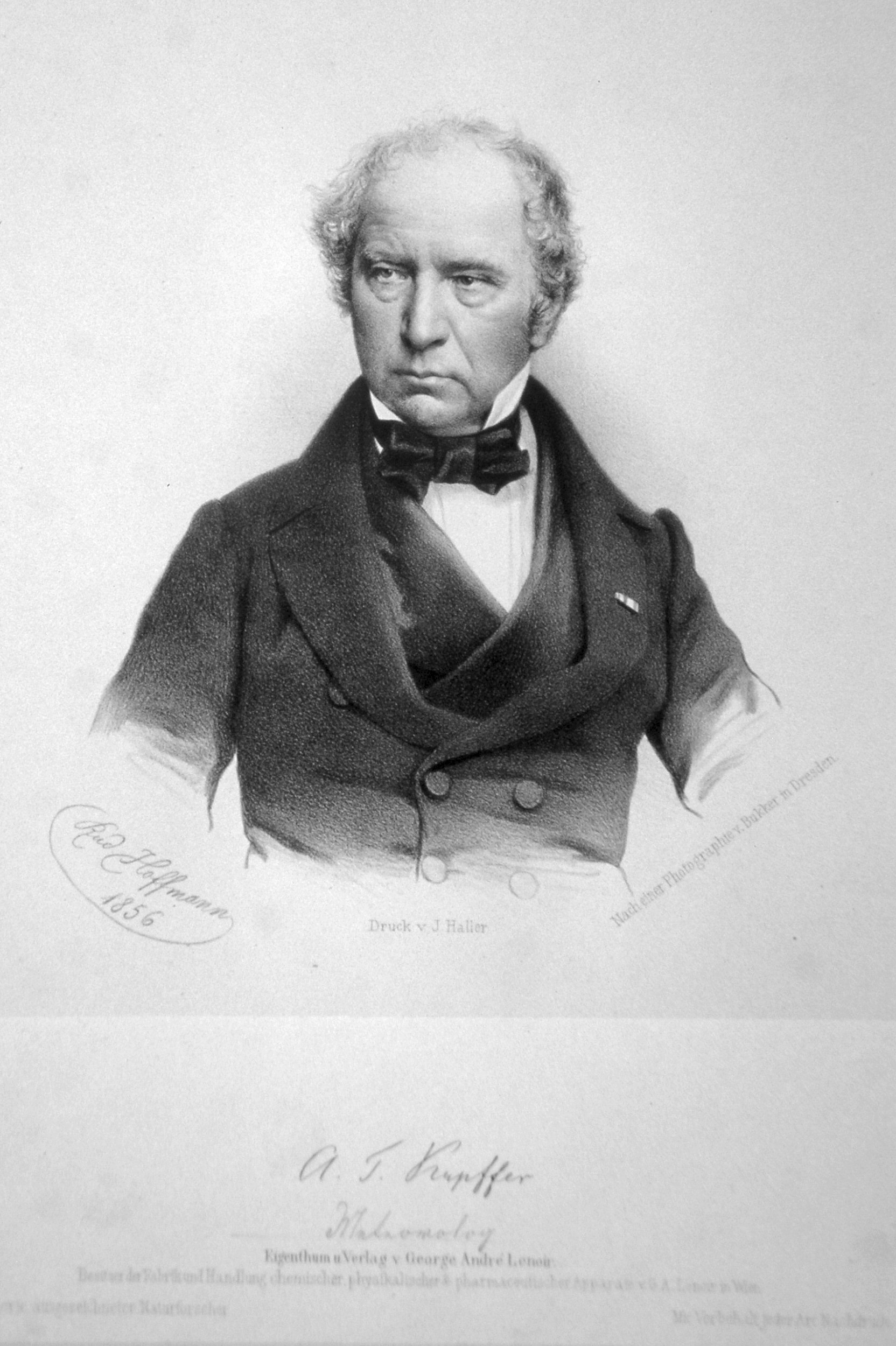
Adolph Kupffer, Lithographie von Rudolf Hoffmann, 1856

Adolph Theodor Kupffer (* 7. Januarjul. / 18. Januar 1799greg.in Mitau, Kurland; † 23. Maijul. / 4. Juni 1865greg.  in Sankt Petersburg) war ein deutsch-baltischer Physiker, Mineraloge und Physikochemiker.

## Leben

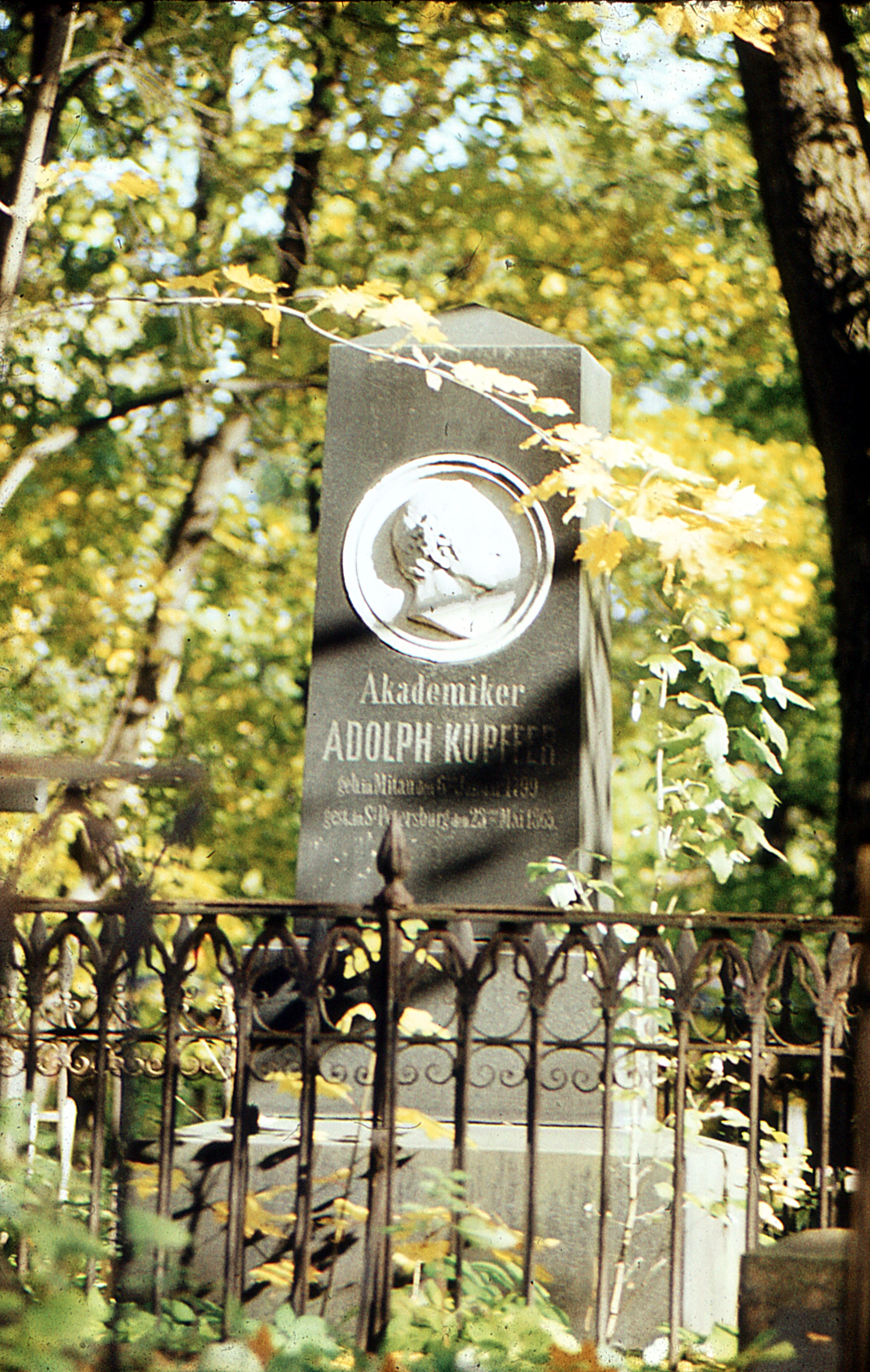
Grabmal von Kupffer in Sankt Petersburg

Adolph Theodor Kupffer wurde als Sohn des Kaufmanns Jacob Leonhard Kupffer und dessen Frau Constantia, geb. Brandt, geboren. Er besuchte das Gymnasium in Mitau, studierte 1815 und 1816 an der Kaiserlichen Universität Dorpat Medizin, 1816 bis 1819 in Berlin vorzugsweise Mineralogie bei Christian Samuel Weiß, dann in Göttingen Chemie bei Friedrich Stromeyer und promovierte 1821 ebenda. Er ging nach Paris, wo er 1821 und 1822 bei René-Just Haüy, insbesondere an der von der Berliner Akademie der Wissenschaften aufgestellten Preisaufgabe Ueber genaue Messung der Winkel an Krystallen arbeitete und den Preis errang; er gab diese Arbeit später in Berlin 1826 heraus. Als Professor der Physik und Chemie an die Universität Kasan berufen, trat er 1824 diese Stellung an und wurde 1828 zum ordentlichen Mitglied der Akademie der Wissenschaften in Sankt Petersburg für das Fach der Mineralogie ernannt, das er 1840 mit dem der Physik vertauschte. 1840 wurde er zum korrespondierenden Mitglied der Göttinger Akademie der Wissenschaften gewählt.
1828 unternahm Kupffer eine Forschungsreise ins Ural-Gebirge, wo er mit der Hansteen-Ermanschen magnetisch-astronomisch-meteorologischen Expedition zusammentraf. Nach seiner Rückkehr bekleidete er Ämter an verschiedenen technischen Staatsschulen, aber schon 1829 teilte ihn die Akademie als wissenschaftlichen Begleiter zusammen mit Johann Georg Lenz und Édouard Ménétries der Expedition des Generals Immanuel ins Innere des Kaukasus bzw. zum Elbrus zu.
Die bei seinem Pariser Aufenthalt mit Arago angeknüpften Beziehungen hatte Kupffer in Kasan fortgesetzt dadurch, dass beide in Korrespondenz astronomische Beobachtungen vornahmen. Dabei entdeckte und bestimmte Kupffer den Einfluss der Temperatur auf die magnetische Kraft in Magnetstäben. Als 1830 die Akademie zu Sankt Petersburg auf seinen Antrag ein erdmagnetisches Observatorium daselbst hatte errichten lassen, nahm er diese Beobachtungen dort wieder auf. Durch seine Bemühungen wurde über ganz Russland ein magnetisch-meteorologisches Beobachtungsnetz durch Errichtung von Observatorien organisiert, an deren Spitze seit 1843 in Sankt Petersburg ein physikalisches Zentralobservatorium trat. 1848 wurde Kupffer zu dessen Direktor ernannt. Seine Lehrtätigkeit setzte er daneben bis 1851 fort, danach lebte er nur noch seinen wissenschaftlichen Forschungen.
Außer seinen zahlreichen Arbeiten über Meteorologie und Erdmagnetismus leitete Kupffer u. a. die Errichtung von Sturmsignalen längs der russischen Küsten. Seine Untersuchungen über Aräometrie veranlassten die Einführung eines neuen Alkoholometers in Russland. Die Resultate seiner Arbeiten über den letzteren Gegenstand sind niedergelegt im Handbuch der Alkoholometrie (Berlin 1865).
Als Kupffer gerade eine Auslandsreise antreten wollte, starb er am 4. Juni 1865 an einer Lungenentzündung im Alter von 66 Jahren in Sankt Petersburg. In dieser Stadt wurde er auf dem Smolensker Friedhof beerdigt.

## Schriften
in der Reihenfolge des Erscheinens
- Ueber den Schwefel. In: Annalen der Physik, Bd. 78 (1824), S. 423–426 (Digitalisat der Bibliothèque nationale de France, PDF).
- Ilmenit, ein neues Fossil (sammt neuen Spielarten des Zirkon und Gadolinit) aus Sibirien. In: Archiv für die gesammte Naturlehre, Jg. 10 (1827), S. 1–13 (Digitalisat, PDF).
- Ueber die Krystallisation des Kupfervitriols, nebst allgemeinen Bemerkungen über das ein- und eingliedrige oder tetartoprismatische System. In: Annalen der Physik, Bd. 84 (1826), S. 61–71.
- Ueber die Krystallisation des Adulars, nebst einigen allgemeinen Bemerkungen, über das zwei und eingliedrige System. In: Annalen der Physik, Bd. 89 (1826), S. 209–233.
- Reise in die Umgegend des Elborus. St. Petersburg 1830.
- Handbuch der rechn. Krystallonomie. Petersburg 1831.
- Verbesserungen am Reflexionsgoniometer, Poggendorff, Ann. XXVII. 1833.
- Preisschrift über den Einfluß der Wärme auf die Elasticität der festen Körper, besonders der Metalle, in den Mém, de l’Acad. de St. Pétersbourg, Scienc. math. et phys. VI. 1857.